# Rue des Postes (Lille)
La  rue des Postes est une voie de Lille qui relie la place Sébastopol à la place Barthélémy-Dorez communément appelée Porte des Postes.

## Situation et accès
La rue située dans le quartier de Wazemmes relie la place Sébastopol à la place Barthélémy-Dorez, communément appelée Porte des Postes. Elle traverse à mi-parcours la place de la Solidarité.
Elle est desservie par les stations  Porte des Postes (métro de Lille) et Wazemmes (métro de Lille) de la  Ligne 1 du métro de Lille.

## Origine du nom
La  rue tire son nom de l’ancien chemin des postes.

## Historique
La partie sud de la rue, de la rue Henri Kolb à la porte des Postes,  est sur le tracé de l’ancien chemin des postes parcouru avant les liaisons ferroviaires par les voitures de postes de Lille à Paris. Cet itinéraire  sortait de Lille par l’ancienne porte de Béthune détruite vers 1860 située entre les  actuelles places de Béthune et Richebé, parcourait la rue de Lille ou rue Notre-Dame à Wazemmes (actuelle rue Gambetta), quittait cette rue à l’emplacement de l’actuelle Henri Kolb et suivait le parcours des  actuelles rues des Postes et du faubourg des Postes pour rejoindre la route de Lille à Arras à Seclin.
La rue qui figure sous le n° 6 sur le plan du 24 avril 1860 du réseau projeté dans  l'espace de la ville agrandie accéde à la nouvelle enceinte à la porte des Postes. À l'autre extrémité, elle est prolongée en ligne droite jusqu’à la place Sébastopol. La partie de la rue obliquant au départ de la rue de Lille de Wazemmes (rue Léon Gambetta) est renommée rue Gantois, puis rue Henri Kolb. 
La rue des Postes est ouverte de 1863 à 1865 et dénommée le 23 décembre 1865.
Lors des travaux de l’agrandissement de 1858, la rue est élargie et alignée. Au sud de la place numéro XXI du plan de 1860 (place des quatre-chemins, actuelle place de la Solidarité) la rue diverge légèrement de l’ancien chemin des postes plus étroit dans un espace encore inhabité à cette date. 
La rue était parcourue de 1875 à 1959 par la ligne de tramway D.

## Description
La rue à deux sens de circulation en zone 30 est un axe de moyenne importance, mi-résidentiel, mi-commerçant,  bordé en majorité d’immeubles de la fin du  XIXe siècle ou du début du XXe siècle, d’architecture vernaculaire du Nord de la France (maisons en briques de 2 ou 3 étages) ou de style éclectique .

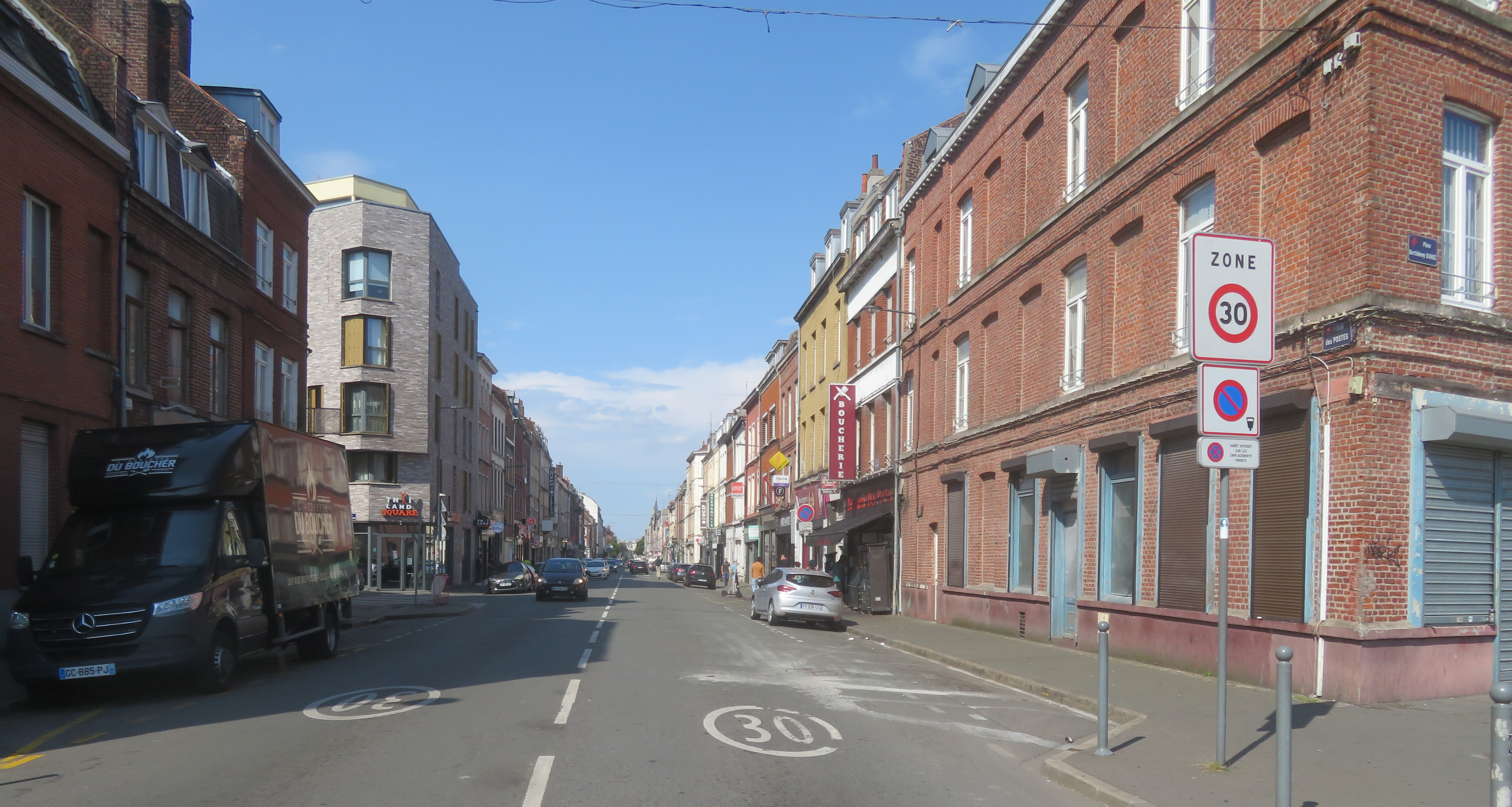
Rue des Postes vue de la porte des Postes
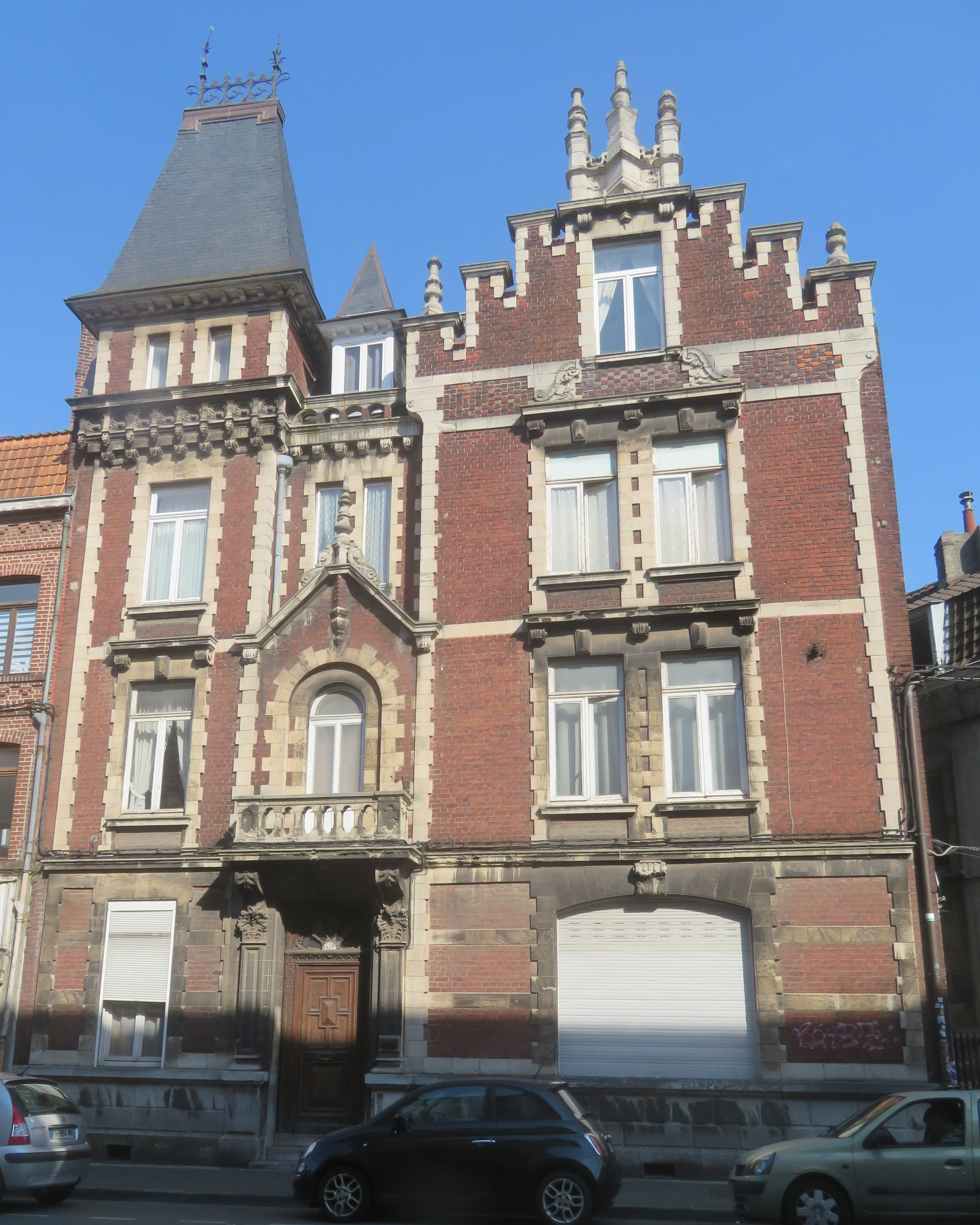
191 rue des Postes
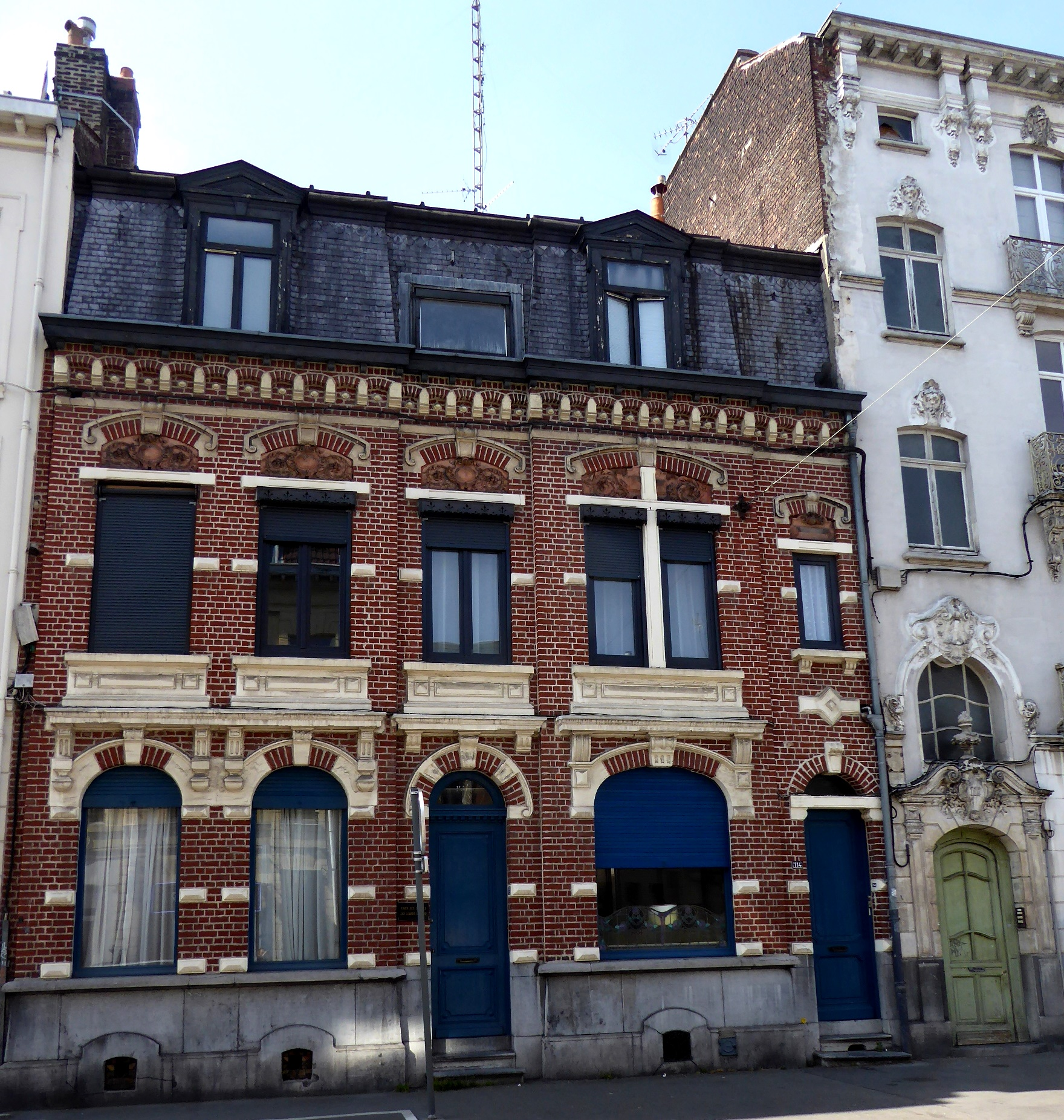
114 rue des Postes

Elle comprend plusieurs courées dans sa partie au sud de la place de la Solidarité, Cour Mignot, Villa Camille, Cité des Postes qui communique avec la rue de la Justice par la Cour des quatre chemins, Cité Pessé.

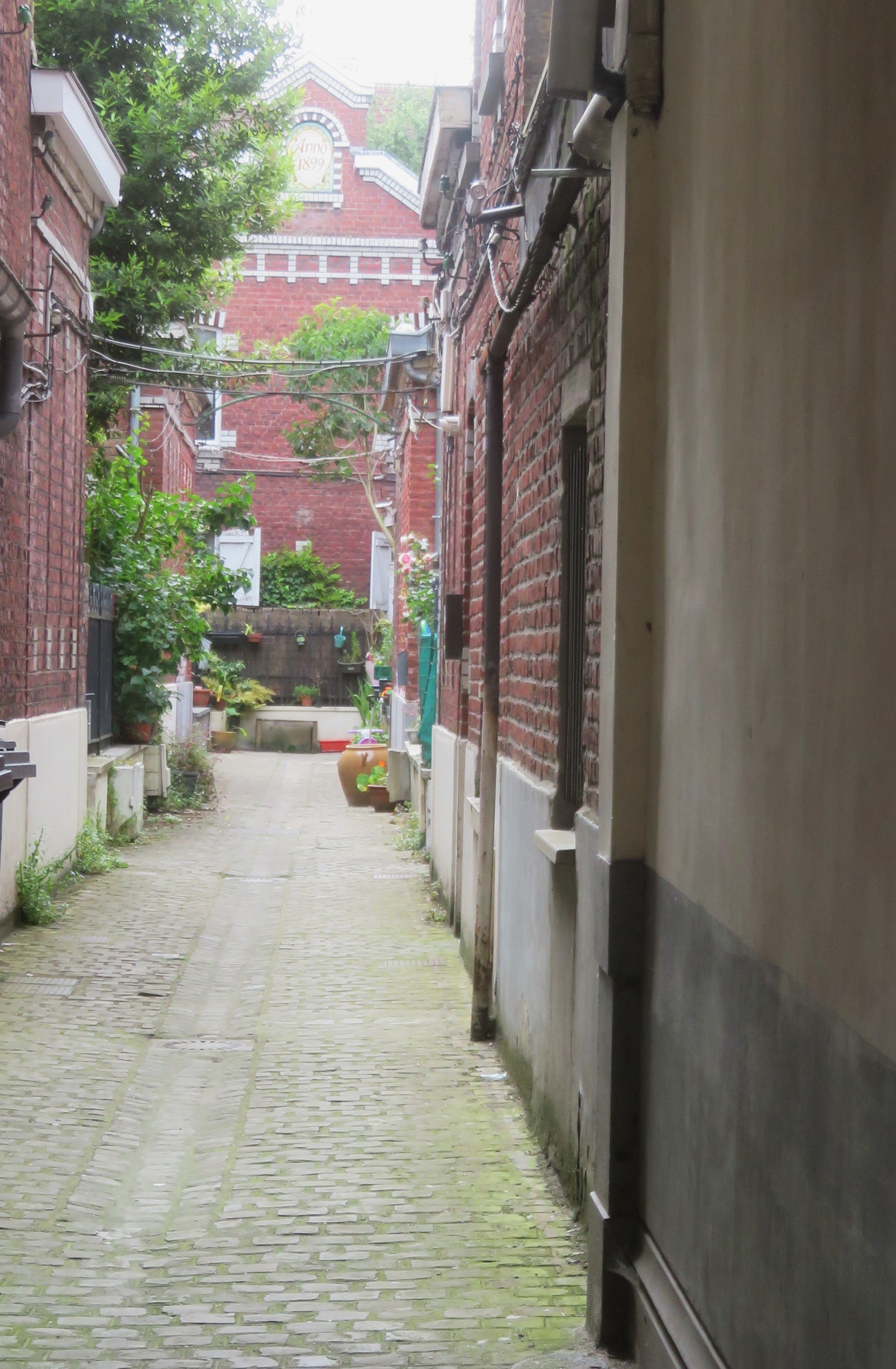
Villa Camille
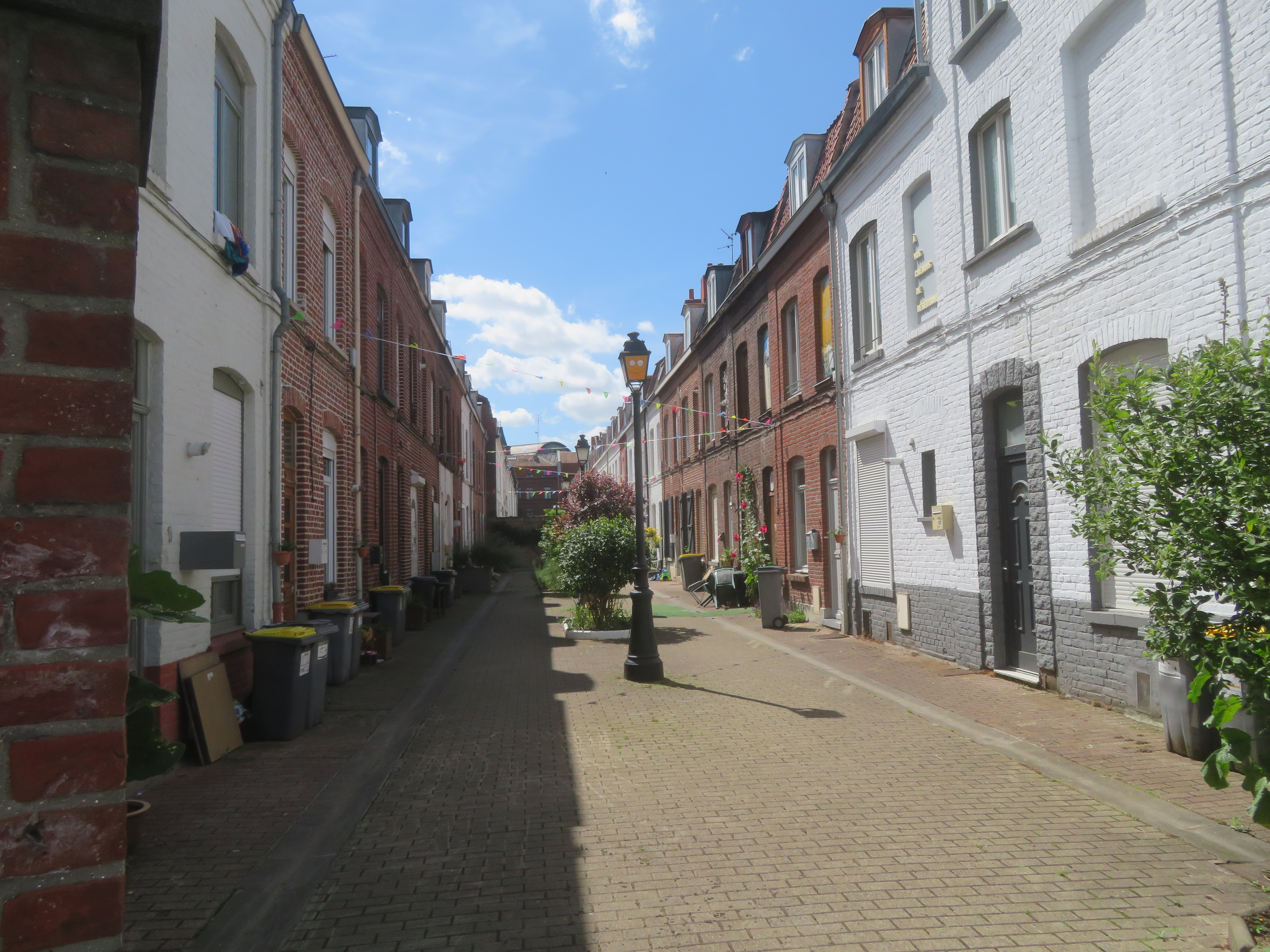
Cour des quatre chemins

## Bâtiment remarquable

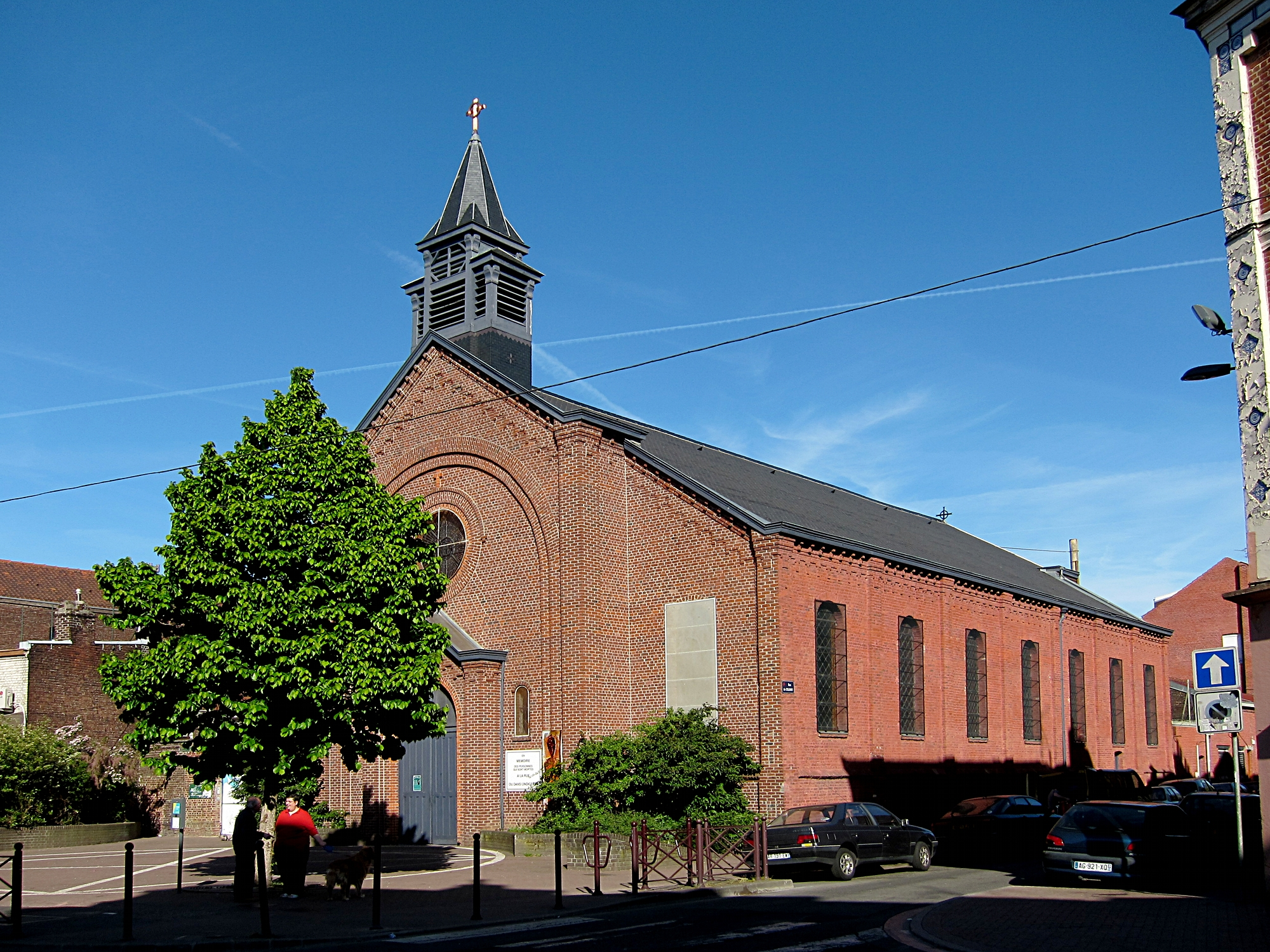
église Saint-Benoit-Labre

L’église Saint-Benoit-Labre  bâtie en 1883 à l'angle de la rue de Colmar dans un style roman très sobre comme chapelle privée des sœurs de la Charité est ouverte en 1901 en église d’une nouvelle paroisse de 12000 habitants très pauvres.

Elle a été rénovée de 2015 à 2017.